# بادن باول (رياضي)
كان بادن باول (بالإنجليزية: Baden Powell)‏ (22 أغسطس 1796 - 11 يونيو 1860) الحاصل على درجة الماجستير، وزميل الجمعية الملكية، وزميل الجمعية الجغرافية الملكية، عالم رياضيات إنجليزي وكاهنًا في كنيسة إنجلترا. شغل منصب أستاذية سافيليان للهندسة في جامعة أكسفورد من 1827 إلى 1860. كان باول عالمًا لاهوتيًا ليبراليًا بارزًا طرح أفكارًا متقدمة حول التطور.

## الأصول
وُلد بادن باول الثاني في ستامفورد هيل، هاكني في لندن. كان والده، بادن باول الأول (1767-1841)، من لانغتون وسبيلدهرست في مقاطعة كنت، تاجر نبيذ، شغل منصب عمدة مقاطعة كنت في 1831، ورئيس شركة تجار الأقمشة الموقرة في 1822. والدة بادن باول الثاني هي هيستر باول (1776-1848)، ابنة عم والده من الدرجة الأولى، وهي ابنة جيمس باول (1737-1824) من كلابتون، هاكني، ميدلسكس، رئيس شركة تجار الملح الموقرة في 1818.
يمكن تتبع أصول عائلة باول إلى بدايات القرن السادس عشر، إذ كانوا مزارعين صغار (مالكين للأرض ويعملون فيها) في ميلدنهال في سوفولك. هاجر الجد الأكبر لبادن باول الثاني، ديفيد باول (1725-1810) من هومرتون، ميدلسكس - وهو الابن الثاني في عائلته - إلى مدينة لندن في سن 17 عام 1712، ثم دخل عالم الأعمال تاجرًا في شارع أولد برود واشترى قصر واتيسفيلد في سوفولك. وفي 1740، اشترى فرع من العائلة مصنع وايت فرايرز للزجاج.
يعود أصل اسم بادن إلى سوزانا بادن (1663-1737)، جدة ديفيد باول من جهة الأم (1725-1810) من هومرتون، ميدلسكس، وإحدى أولاد أندرو بادن (1637-1716) العشرة، وهو تاجرٌ، عمل عمدة لسالزبوري في 1682.

## التعليم
قُبل باول طالبًا جامعيًا في كلية أوريل بأكسفورد في 1814، وتخرج بمرتبة الشرف الأولى في الرياضيات عام 1817.

## الرسامة الكهنوتية
رُسم باول كاهنًا في كنيسة إنجلترا عام 1821، بعد أن خدم مساعدًا للقسيس في ميدهرست، ساسكس. كان أول منصب كهنوتي له قسًا في بلومستيد، كنت، وكانت عائلته تملك حق التعيين فيها. بدأ على الفور عمله العلمي هناك، وبدأ بتجارب على الحرارة المشعة.

## التطور
كان باول مدافعًا صريحًا عن التماثل الثابت لقوانين العالم المادي. كانت آراؤه ليبرالية، وكان مناصرًا لنظرية التطور قبل وقت طويل من كشف تشارلز داروين عن أفكاره. كان يرى بأن العلم لا ينبغي أن يوضع بجانب الكتاب المقدس وإلا سيتعارض النهجان، وفي نسخته الخاصة من نص الفيلسوف فرانسيس بيكون، زعم أن كتاب أعمال الله منفصل عن كتاب كلام الله، مدعيًا أن الظواهر الأخلاقية والفيزيائية مستقلة تمامًا.
وقد كان مُعتقده بتماثل الطبيعة (باستثناء عقل الإنسان) مبنيًا على حجة لاهوتية؛ فإذا كان الله هو مشرع القوانين، فإن «المعجزة» ستخرق المراسيم القانونية التي صدرت عند الخلق. لذلك، فإن الإيمان بالمعجزات سيكون إلحادًا بكل معنى الكلمة. دافع باول في أهم أعماله، على التوالي، عن الجيولوجيا ذات الوتيرة الواحدة التي وضعها تشارلز لايل والأفكار التطورية في كتاب آثار التاريخ الطبيعي للخلق المنشور بشكل مجهول بواسطة روبرت تشامبرز، والذي طبق قوانين موحدة على تاريخ الحياة على النقيض من الأفكار الأكثر تقبلًا واعتبارًا مثل نظرية الكارثة المنطوية على سلسلة من الإبداعات الإلهية. «لقد أصر على أن أي تفسير متكلف لسفر التكوين لن يكون كافيًا أبدًا؛ كان علينا أن نتخلى عن أيام الخلق وأن نبني أسس المسيحية على القوانين الأخلاقية للعهد الجديد».
دفعت جرأة باول وغيره من علماء اللاهوت في التعامل مع العلم إلى إبداء جوزيف دالتون هوكر رأيه في رسالة إلى آسا غراي بتاريخ 29 مارس 1857: «هؤلاء القساوسة معتادون على التعامل مع تجريدات العقائد و كأنه لا يوجد هناك أي صعوبة على الإطلاق بشأنها، وواثقون، من عادة السيطرة على الحديث بأكمله لأنفسهم لمدة ساعة على الأقل كل أسبوع دون أن يعترض أحد على كلمة ينطقون بها، مهما كانت غير دقيقة أو سيئة، لدرجة أنهم يندفعون على طول المسار عندما يكون مجالهم علم النبات أو الجيولوجيا وكأننا نحن الذين نجلس على مقاعد الكنيسة وهم على منبر الوعظ. يمكن ملاحظة أسلوب الثقة في النفس لويلي وبادن باول، وسيدجويك وبكلاند». عارض ويليام ويلي، وآدم سيدجويك، وويليام بكلاند الأفكار التطورية.
عندما طرح تشارلز داروين وألفريد راسل والاس فكرة الانتقاء الطبيعي في أوراقهما البحثية عام 1858 المقدمة إلى جمعية لينيان اللندنية، اعتقد كل من باول ونسيبه ويليام هنري فلاور أن الانتقاء الطبيعي هو من منح الخلق قدراته العقلية.
عالج القس بادن باول «فلسفة الخلق» بطريقة بارعة، في كتابه «مقالات حول وحدة العوالم»، عام 1855. لا شيء يمكن أن يكون أكثر إثارة للإعجاب من الطريقة التي يوضح بها أن إدخال أنواع جديدة هو «ظاهرة منتظمة، وليست عرضية»، مثل ما عبر عنها السير جون هيرشل بأنها «عملية طبيعية في مقابل عملية خارقة للطبيعة».